# Llista d'ideòlegs nazis
Aquesta llista inclou les persones que directament o indirecta van influir en la ideologia del nazisme, estiguessin o no vinculats a la política de Hitler.

## Filòsofs i pensadors
- Alfred Baeumler: va rellegir Nietzsche en clau nazi
- Alfred Rosenberg: teòric de l'antisemitisme, el Lebensraum i l'oposició a l'art modern[1]
- Martin Heidegger: en la seva joventut va donar suport al nazisme des de la universitat
- Robert Michels: considerava que l'elit acaba formant una oligarquia a qualsevol govern, i que cal llavors recolzar aquesta classe dominant
- Herman Schmalenbach: teòric del concepte de comunitat per descriure com totes les forces socials havien de treballar juntes en favor del nazisme
- Lothrop Stoddard: polític americà defensor del racisme científic i l'eugenèsia
- Ludwig Müller: teòleg que va reformar les idees protestants per adaptar-les a la raça ària
- Jakob Wilhelm Hauer: un dels principals teòrics de la religió al règim nazi
- Lanz von Liebenfels: monjo que va barrejar teologia i zoologia per explicar el concept de raça
- Emile Burnouf: teòric de la raça ària
- Guido Karl Anton List: va rebutjar el cristianisme per tornar al paganisme germànic
- Luter: va inspirar amb alguns escrits l'antisemitisme dels nazis
- Oswald Spengler: va teoritzar sobre l'alternança de la civilització líder al món

## Científics
- Hans Friedrich Karl Günther: un dels principals dissenyadors de la política racial nazi
- Alfred Ploetz: higienista nazi[2]
- Otmar Freiherr von Verschuer: destacat estudiós de l'eugenèsia
- Charles Darwin: les seves teories sobre l'evolució van estar a la base del programa nazi
- Francis Galton: iniciador de l'eugènesia

## Altres
- Richard Walther Darré: va encunyar el concepte de sang lligada a la terra
- Anton Drexler: un dels poetes oficials del règim
- Dietrich Eckart: va lloar la personalitat de Hitler com a geni capaç de conduir les masses
- Gottfried Feder: un dels principals dirigents econòmics del nazisme
- Gregor Strasser: encarregat de la política social del Partit Nazi
- Julius Streicher: periodista, un dels líders de la propaganda nazi
- Adolf Stoecker: teòric antisemita
- Richard Wagner: la seva música va ser adoptada com a oficial pel nazisme

## Intel·lectuals
- Madame Blavatsky: inspiradora de la Societat de Thule
- Houston Stewart Chamberlain: escriptor anglès que va defensar el concepte de raça superior
- Arthur de Gobineau: mateix paper que l'anterior
- Bernhard Förster: propagador de l'antisemitisme
- Madison Grant: va lluitar contra la immigració i els jueus
- Paul de Lagarde: teòric del nacionalisme alemany